# Зняття хрещення
Зняття́ хре́щення (розхре́щення) — релігійний обряд, що виконується з метою «зняти» з людини християнське хрещення, зробити його недійсним. Більшістю християнських конфесій можливість зняття хрещення не визнається, проте, незважаючи на це, подібні обряди практикуються різними спільнотами.

## Історичні свідчення
Генріх Латвійський зазначає масові випадки розхрещення у населення Балтії наприкінці XII століття, для якого християнство було релігією завойовників: 
|  | ... віроломні ліви, вийшовши із звичайних лазень, стали обливатися водою в Двіні, кажучи: «Тут ми річковою водою змиваємо воду хрещення, а разом і саме християнство; прийняту нами віру ми кидаємо і відсилаємо вслід саксам» |

## Розхрещення у неоязичників
Деякі неоязичники (наприклад, серед рідновірів і віккани) вважають такий обряд необхідним для звільнення від зв'язку з чужим для них богом (Христом) і для того, щоб людина могла звернутися до язичницьких богів. Часто розхрещення безпосередньо передує обряду «ім'янаречення» або поєднується з ним. Єдиної форми проведення обряду, мабуть, не існує, різні спільноти язичників використовують різні форми.

## Розхрещення в атеїстів
Атеїсти іноді проводять подібні церемонії, однак вони в цьому випадку мають в основному жартівливий характер, крім того, іноді можуть бути засобом заявити родичам, знайомим і суспільству в цілому про своє неприйняття християнства. Мабуть, бажання «розхреститися» нерідко буває викликане протестом проти практики прилучення до релігії дітей в несвідомому віці (дітохрещення). Окрім того, деякі люди хочуть бути виключеними з офіційних церковних списків хрещених, оскільки побоюються, що велика кількість формально охрещених може використовуватися релігійними організаціями для обґрунтування своїх претензій, наприклад, на законодавчі пільги.
Наприклад, британське Національне секуляристське товариство продає сертифікати розхрещення (Debaptism Certificate). Сертифікат містить наступний текст:
 Я (ПІБ), будучи підданий обряду християнського Хрещення в дитинстві (до досягнення повноліття), цим публічно анулюю свою причетність до цього обряду і відмовляюся від Церкви, яка його виконала. Я відкидаю всі її переконання та інші подібні марновірства, зокрема, підступну віру в те, що будь-яку дитину необхідно очищати Хрещенням від передбачуваного первородного гріха, і злої влади уявних демонів.

Я не бажаю надалі входити в число членів церкви, що ґрунтується на статистиці хрещень і використовується, наприклад, з метою отримання законодавчих привілеїв.
Оригінальний текст (англ.)
I (name), having been subjected to the Rite of Christian Baptism in infancy (before reaching an age of consent), hereby publicly revoke any implications of that Rite and renounce the Church that carried it out. In the name of human reason, I reject all its Creeds and all other such superstition in particular, the perfidious belief that any baby needs to be cleansed by Baptism of alleged ORIGINAL SIN, and the evil power of supposed demons. I wish to be excluded henceforth from enhanced claims of church membership numbers based on past baptismal statistics used, for example, for the purpose of securing legislative privilege."
На початок квітня 2009 року такий сертифікат придбали вже близько 100 000 британців.

## Точка зору християнських церков на розхрещення
Православна церква вважає абсурдним «анулювання» хрещення, стверджуючи, що, як не можна, народившись тілом, повернутися в утробу матері, так не можна, народившись від Духа, перестати бути від нього народженим. Людина може відректися від бога і церкви, однак хрещеним він все одно залишається (якщо у нього виникне бажання повернутися в церкву, то від нього буде потрібно покаяння в гріхах, але повторно хреститися йому не доведеться).
Католицька церква також вважає розхрещення неможливим. 2007 р. іспанець Мануель Блат Гонсалес подав до суду на Католицьку церкву у Валенсії, яка відмовилася видалити із записів про хрещення його ім'я. Єпархія Валенсії мотивувала відмову неможливістю скасування таїнства Хрещення, проте суд задовольнив позов.
Нещодавно 58-річний лондонець Джон Гант звернувся до офіційних осіб Англіканської церкви з вимогою вважати вчинене над ним хрещення недійсним, позаяк він був занадто малий, щоб самостійно прийняти таке рішення (Гантові на момент хрещення було п'ять місяців). У церковній канцелярії йому сказали, що необхідно опублікувати оголошення про відмову від хрещення в London Gazette — офіційному друкованому органі британського уряду.